# Акмурун
Акмуру́н (баш. Аҡморон) — село в Баймакском районе Республики Башкортостан России. Административный центр Акмурунского сельсовета. Согласно переписи 2020 года население составляло 1371 человек.

## Этимология
Название происходит от названия горы Акморон («ак» — белый и «морон» — мыс, выступ).

## Географическое положение
Расстояние до:
- районного центра (Баймак): 13 км,
- ближайшей железнодорожной станции (Сибай): 56 км.

## История
В 1912 году на хутор Акмурун поселились мордовские крестьяне с хуторов Верхний Бискужа и Нижний Бискужа Оренбургской губернии, также здесь жили русские поселенцы из села Кананикольское.

## Население
| 2002 | 2009  | 2010  |
| ---- | ----- | ----- |
| 1549 | ↘1515 | ↘1430 |

## Религия
В селе есть мечеть.

## Достопримечательности
В 1974 году в селе установили на постамент трактор ДТ-54. В 2004—2012 годах действовал музей целины.